# Vlag van Écaussinnes
De vlag van Écaussinnes is op onbekende datum bij raadsbesluit vastgesteld als de vlag van de Henegouwse gemeente Écaussinnes. De vlag kan als volgt worden beschreven:
Vijf even lange banen van wit en van rood
De vlag komt overeen met het vlagontwerp van de Raad van Heraldiek en Vexillologie (Frans: Conseil d’héraldique et de vexillologie). Dit is gelijk aan het wapen van de familie Orley, afgebeeld in twee kwartieren van het zeer complexe gemeentewapen van Écaussines.